# 270903 Pakštienė
270903 Pakštienė è un asteroide della fascia principale. Scoperto nel 2002, presenta un'orbita caratterizzata da un semiasse maggiore pari a 3,2517391 au e da un'eccentricità di 0,0280341, inclinata di 9,68933° rispetto all'eclittica.
L'asteroide era stato inizialmente battezzato 270903 Pakstiene per poi essere corretto nella denominazione attuale.
L'asteroide è dedicato all'astronoma lituana Erika Pakštienė.